# Кукін Юрій Олексійович
Кукін Юрій Олексійович (рос. Кукин Юрий Алексеевич; 17 липня 1932, Сясьстрой, Російська РФСР) — 7 липня 2011, Сясьстрой) — російський поет, композитор, драматург, бард, тренер з фігурного катання.

## Біографія, ранні роки
Юрій Кукін народився в поселенні Сясьстрой, де працювала його мати. Двоюрідний дід Юрія був другом Серго Орджоникидзе.

## Навчання

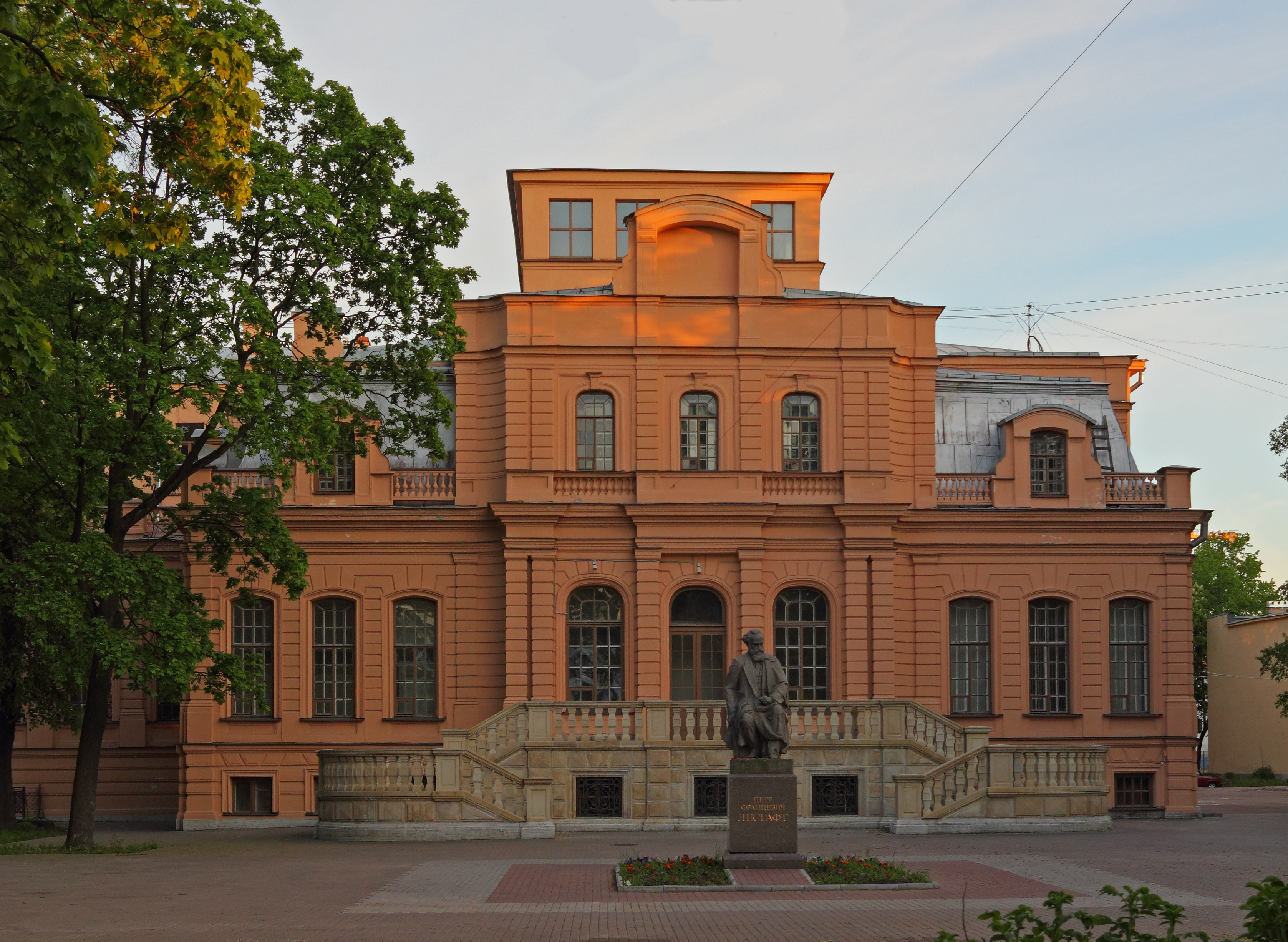
Головна споруда інституту імені Лесгафта, Санкт-Петербург. Фото 2012 р.

Первісно ні до співу, ні до музики не мав відношення. Але, як всі молоді, слухав різну музику і цікавився нею. Відомо, що писав якісь вірші в шкільні роки. Первісну освіту отримав у Ленінградському інституті імені П. Ф. Лесгафта, котрий закінчив з відзнакою 1954 року. Працював тренером в спортивних школах з фігурного катання. на той час це був зовсім новий фах у СРСР. Але ще в студентські роки захоплювався модним тоді джазом і навіть грав на барабанах. Ще 1948 року писав примітивні пісеньки до студентських капусників. Трохи попрацював з музиками Петродворцового годинникового заводу. До 1973 року сам мешкав у Петергофі, працював як тренер у Петергофі, Ломоносові, у тодішньому Ленінграді. Юрій Кукін першим створив балет на льоду на тему Олександра Пушкіна «Казка про рибалку та рибку».
З 1960-х років почав брати участь у геологорозвідних партіях, працював на Камчатці, в Сибіру, на Далекому Сході Російської Федерації. Вже з другої геологорозвідної експедиції повернувся з новими піснями.

## Родина
Був тричі одруженим. Мав сина та доньку.

## Неповний перелік пісень Юрія Кукіна (російською)
- У каждого свой Эверест и Монблан
- Старый сказочник
- За Туманом
- Говоришь, чтоб остался я
- Париж
- Осенние письма
- А метель кружила…
- А мне порою так бывает тошно… (посвята Аріку Круппу)
- Ах этот дом на полпути… (Будинок на півдорозі)
- Ах, чтоб мне лопнуть — это ж старый Билл!.. (Ковбой)
- Было тихо тогда… (Розставання)
- В конце концов, плевать на это…
- Ветреная девочка, давняя любовь…
- Вот вы поверили в меня, а жаль мне…
- Вот придумал я как-то… (В Африці)
- Вот якорь поднят, птиц звенящий караван…
- Всё чаще стали сниться поезда… (Сни)
- Вы пришлите в красивом конверте… (Романс)
- Вы простите… (Квиток)
- Где-то город качает детей…
- Где вы, близкие, и где — чужие?.. (Дорожні роздуми)
- Где же мы виделись? Вспомнить так хочется!.. (Спогади)
- Где-то огнями поздними…
- Давайте перейдём «на ты»… (Пародія на пісню Булата Окуджави)
- Дверь не идут открывать…
- Дверь открыта… (Нічний гість)
- Дуня, перестань слезить платочек… (Дуня)
- Днём морозным петергофским парком… (Обірвана лижня)
- До свиданья, мои дорогие… (Елегія)
- Женская песенка
- Жизнь, мой путь, увы, исповедим…
- Здесь вечный снег, как вечный страх…
- Здравствуй, город…
- И снова уходим…
- Как всё-таки прекрасно возвращаться… (Повернення)
- Когда-нибудь…
- Когда уходят, не прощаясь…
- Лес таёжный… (Нічна пісенька)
- Мертвенным светом луна заливает… (Памірський блюз)
- Мне солнце виски опалит… (Йди)
- Моё пальто — моя страна…
- Наговорили мне… (Гості)
- Над Парижем птицы не летают… (Над Парижем)
- Настала осень… (Цитатна пісенька)
- Не случайно меня… (Сент-Женев'єв-де-Буа)
- Ни боли, ни досады… (Морська пісня)

|
- Ну кто придумал эти горы…
- Ну куда бежать от моей беды…
- Ну что, борода, надоело… (Арктичний вальс)
- Ну что ты смеешься, а слёзы в глазах?..
- Очень растревожила… (Туга дорожня)
- Первый пояс — девяностый пояс… (Квиток)
- Пожалуйста, тихо, не надо шуметь…
- Сколько… (Привітання Є.Клячкіну на 50-річчя)
- Пора, пора, сними ладонь с плеча… (Вже час)
- Потерял я тебя, потерял…
- Почему я опять вместе с солнцем встаю…
- Приснился сон — и маюсь… (Жарт)
- Пью за подорожник, он мне всех дороже… (Подорожник)
- С одним человеком случилась беда… (слова Юрія Тейха)
- — Свободен? Да как сказать… (Пародія на пісню Ю. Візбора)
- Сегодня океан тревожен…
- Сегодня провожаю я… (Проводи друзів)
- Соберутся друзья… (Пісня про відсутнього друга)
- Спешите, спешите, открыта, открыта…
- Стучит по брезенту палатки сосед…
- Тайгу, людей… (Рудничним геофізикам)
- Ты в тайге от тоски задыхался… (Володі Бедареву)
- Ты не поверишь — здесь кругом цветы….
- Ты сказал, поёшь… (Пісня про дві зустрічі)
- Ты играл чудесно на гитаре…
- Ты слышишь…
- У человека есть душа… (Душа)
- Устали герои, устали… (Втомлені герої)
- Утро, как будто без сна…
- Цветы поставьте в воду! Все за стол!..
- Чёрт возьми, я ужасно завидую… (Альпіністська песня)
- Что-то ветер сегодня… (Вітер)
- Я бездомным марктвеновским Геком… (Гек Фінн)
- Я безнадёжно счастлив, как влюблённый евнух… (Східна композиція)
- Я за мечтами почти не заметил… (Талісман)
- Я, конечно, стану старым… (Якби)
- Я не верю в знахарок… (Вам)
- Я перепутал звёзды… (Пізно)
- Я уйду, мимоходом заглядевшись на небо…
- Я умру на бегу, торопясь, опоздав…
- Ящички, мешочки, дальние дороги… (Пісенька про ноги)

## Шлях до авторської пісні
На запитання, як він прийшов до авторської (бардівської) пісні, відповідав, що розчарувався у тому пісенному мотлоху та офіціозі, що чув по всесоюзному радіо. Тим не менше з часом перейшов (був вимушений?) перейти до офіційних радянських концертних установ. З 1968 року Ю. Кукін виступав як артист Ленконцерту, з 1971 р. працював у Ленінградській обласній філармонії, а з 1988 року працював у Ленінградському театрі-студії «Бенефіс».
В концертах Юрій Кукін виконував не тільки власні пісні, а й інших авторів. На його концерти приходили знавці як його творів, так і бардівської пісні як такої. На один з концертів прибула молодь з вишів тодішнього Ленінграда, бо знала, що пісень про Москву та комуністичний офіціоз не буде, бо їх не знайти у творчому доробку митця. На сцену почали передавати клаптики паперу з замовленнями на улюблені пісні. Здивований Кукін прочитав підпис «З надією від студентів». Бард дарував своїм прихильникам надії без обману.

## Смерть
Хворів на гіпертонічну хворобу. Помер у Санкт-Петербурзі 7 липня 2011. Поховання відбулося на Південному кладовищі.

## Увічнення пам'яті
Ім'я Юрія Кукіна було надано перевалу в Заалайському хребті (гори Памір).